# منطقه اژه

منطقه اژه، ترکیه

منطقهٔ اژه (به ترکی استانبولی: Ege Bölgesi) یکی از ۷ منطقه در ترکیه و در جنوب‌غربی آسیاست.
این منطقه در غرب این کشور واقع است؛ منطقهٔ اژه از غرب به دریای اژه، در شمال به منطقهٔ مرمره، در جنوب و جنوب غربی به منطقهٔ مدیترانه و در شرق به ناحیهٔ آناتولی مرکزی محدود می‌شود.
کل جمعیت منطقهٔ اژه ۹٬۵۹۴٬۰۱۹ می‌باشد.

## استان‌ها

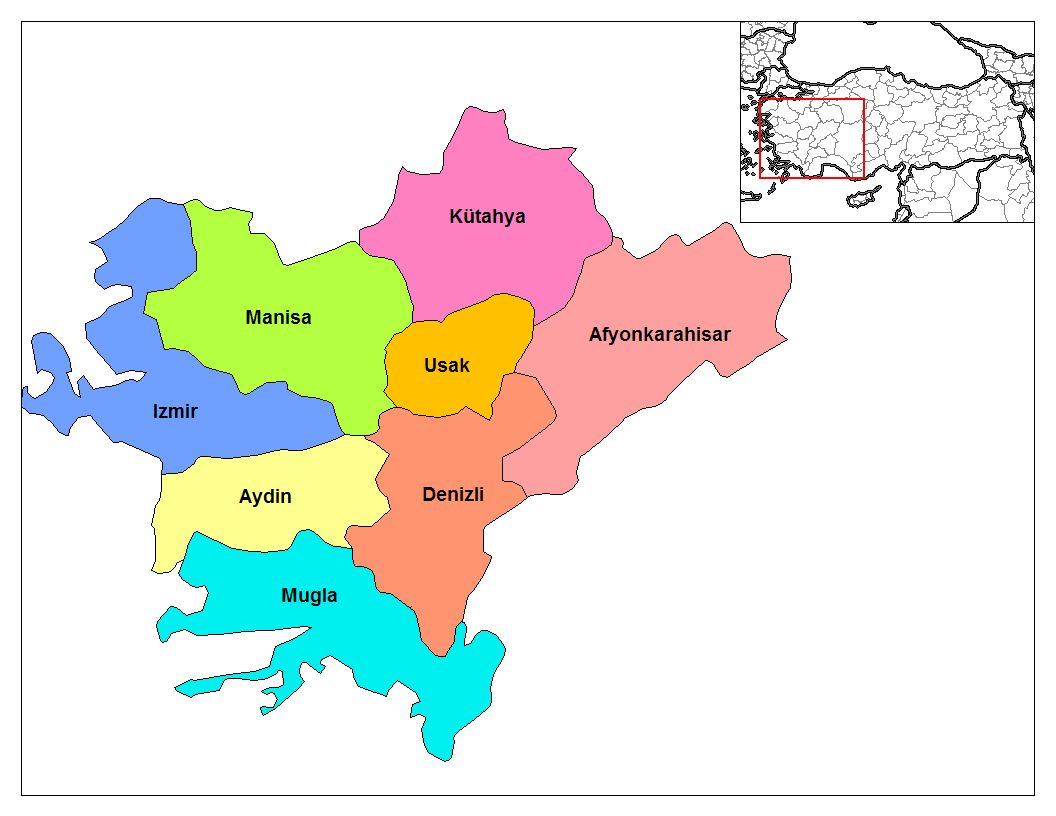
استان‌های منطقه اژه

- استان افیون قره‌حصار
- استان آیدین
- استان دنیزلی
- استان ازمیر
- استان کوتاهیه
- استان مانیسا
- استان موغله
- استان عشاق